# Tournous-Devant
Tournous-Devant – miejscowość i gmina we Francji, w regionie Oksytania, w departamencie Pireneje Wysokie.
Według danych na rok 1990 gminę zamieszkiwało 138 osób, a gęstość zaludnienia wynosiła 30 osób/km² (wśród 3020 gmin regionu Midi-Pireneje Tournous-Devant plasuje się na 925. miejscu pod względem liczby ludności, natomiast pod względem powierzchni na miejscu 1521.).